# 迪尔克·劳因
迪尔克·劳因（德語：Dirk Rauin，1957年3月16日—），德国男子手球运动员。他曾代表西德参加1984年夏季奥林匹克运动会手球比赛，获得一枚银牌，他在所有六场比赛中均有上场。